# نورثروپ اف-۸۹ اسکورپین
نورثروپ اف-۸۹ اسکورپین (به انگلیسی: Northrop F-89 Scorpion) یک هواپیمای ساختِ کارخانهٔ نورثروپ در کشور ایالات متحده آمریکا است. نخستین استفاده‌کنندهٔ این هواپیما نیروی هوایی ایالات متحده آمریکا بوده‌است. این هواپیما برای نخستین بار در ۱۶ اوت ۱۹۴۸ میلادی مورد استفاده قرار گرفت.